# Fontoura Xavier

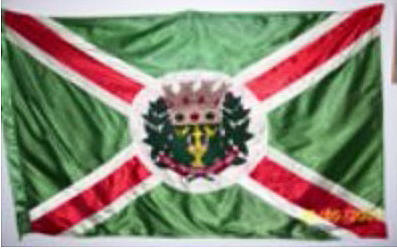
Drapeau de Fountoura Xavier

Fontoura Xavier est une municipalité brésilienne située dans l'État du Rio Grande do Sul.